# Quercus depressa
Espèce
Statut de conservation UICN

 LC  : Préoccupation mineure
Quercus depressa est une espèce d’arbres du sous-genre Quercus et de la section Lobatae. L’espèce est présente au Mexique.

## Distribution
Cette espèce Quercus depressa se rencontre au Mexique.

## Taxonomie
Le nom correct complet (avec auteur) de ce taxon est Quercus depressa Bonpl..
Quercus depressa a pour synonymes :
- Quercus laurina M.Martens & Galeotti
- Quercus subavenia Trel.